# Deputati della legislatura 2008-2012 della Romania
Questo elenco riporta i nomi dei deputati della legislatura 2008-2012 della Romania dopo le elezioni parlamentari del 2008 per gruppo parlamentare di adesione nella "composizione storica".

## Riepilogo della composizione
Riepilogo dei seggi alle liste
Di seguito tabella riassuntiva del numero dei mandati assegnati a ciascun partito e coalizione ad inizio legislatura.
| Liste                  | Liste                                 | Seggi |
| ---------------------- | ------------------------------------- | ----- |
|                        | Partito Democratico Liberale          | 115   |
|                        | Partito Social Democratico            | 110   |
|                        | Partito Conservatore                  | 4     |
| Totale Alleanza PSD+PC | Totale Alleanza PSD+PC                | 114   |
|                        | Partito Nazionale Liberale            | 65    |
|                        | Unione Democratica Magiara di Romania | 22    |
|                        | Minoranze etniche                     | 18    |
| Totale                 | Totale                                | 334   |

Riepilogo dei gruppi parlamentari
Di seguito tabella riassuntiva del numero dei mandati suddivisi per gruppo parlamentare ad inizio e fine legislatura e al 1º gennaio di ogni anno.
| Gruppi parlamentari | Gruppi parlamentari                   | Inizio | 2009 | 2010 | 2011 | 2012 | Fine | Differenza tra fine e inizio legislatura |
| ------------------- | ------------------------------------- | ------ | ---- | ---- | ---- | ---- | ---- | ---------------------------------------- |
|                     | Partito Democratico Liberale          | 115    | 115  | 115  | 124  | 121  | 95   | -20                                      |
|                     | Partito Social Democratico            | 114    | 114  | 107  | 95   | 90   | 89   | -25                                      |
|                     | Partito Nazionale Liberale            | 65     | 65   | 54   | 53   | 59   | 57   | -8                                       |
|                     | Unione Democratica Magiara di Romania | 22     | 22   | 22   | 22   | 20   | 20   | -2                                       |
|                     | Gruppo parlamentare progressista      | -      | -    | 10   | 14   | 18   | 12   | +12                                      |
|                     | Minoranze etniche                     | 18     | 18   | 18   | 18   | 17   | 16   | -2                                       |
|                     | Non iscritti                          | -      | -    | 7    | 8    | 5    | 13   | +13                                      |
| Totale              | Totale                                | 334    | 334  | 333  | 334  | 330  | 302  | -32                                      |
| 1.                  |                                       |        |      |      |      |      |      |                                          |

## Gruppi parlamentari
Partito Democratico Liberale 
Presidente
- Mircea Nicu Toader (dal 22 dicembre 2008)
- Ioan Oltean (fino al 22 dicembre 2008)

Vicepresidenti
- Corneliu Olar (dal 3 settembre 2012)
- Doinița Mariana Chircu (dal 2 febbraio 2009 all'8 febbraio 2010 e dal 5 settembre 2011)
- Florin Postolachi (dal 5 settembre 2011)
- Marius Rogin (dal 5 settembre 2011)
- Carmen Axenie (dal 1º febbraio 2011)
- Nicușor Păduraru (dal 1º febbraio 2011)
- Cezar Preda (fino al 2 febbraio 2009 e dal 1º febbraio 2011)
- Dan Radu Zătreanu (dal 1º febbraio 2011)
- Petru Călian (dal 2 febbraio 2009)
- Clement Negruț (dal 12 marzo 2012 al 3 settembre 2012)
- Gheorghe Ciobanu (dal 5 settembre 2011 al 18 aprile 2012)
- Cristian Petrescu (dal 1º settembre 2010 al 1º febbraio 2011 e dal 5 settembre 2011 al 12 marzo 2012)
- Mihail Boldea (dal 2 febbraio 2009 al 1º febbraio 2011)
- Ștefan Daniel Pirpiliu (dal 2 febbraio 2009 al 1º febbraio 2011)
- Petru Movilă (dall'8 febbraio 2010 al 1º febbraio 2011)
- Doru Brașoan Leșe (dal 2 febbraio 2009 al 1º settembre 2010)
- Gheorghe Albu (fino al 2 febbraio 2009)
- Daniel Buda (fino al 2 febbraio 2009)
- Mircea Nicu Toader (fino al 22 dicembre 2008)

 Segretari 
- Adrian Popescu (dal 1º febbraio 2011)
- Gelu Vișan (dal 23 febbraio 2009 al 1º settembre 2010 e dal 1º febbraio 2011)
- Claudia Boghicevici (dal 2 febbraio 2009)
- Victor Boiangiu (dal 2 febbraio 2009)
- Tinel Gheorghe (dal 2 febbraio 2009)
- Teodor Marius Spînu (fino al 2 febbraio 2009)
- Carmen Axenie (dal 2 febbraio 2009 al 1º febbraio 2011)
- Cornel Știrbeț (fino al 2 febbraio 2009)

Membri
- Valeriu Alecu
- Roberta Anastase
- Gabriel Andronache
- Florin Serghei Anghel
- Sanda Maria Ardeleanu
- Ioan Balan
- Carmen Axenie
- Sulfina Barbu
- Eugen Bădălan
- Adrian Bădulescu
- Lucian Bode
- Claudia Boghicevici
- Victor Boiangiu
- Mihail Boldea
- Ioan Nelu Botiș
- Cristian Alexandru Boureanu
- William Brînza
- Nicolae Bud
- Daniel Buda
- Sorin Gheorghe Buta
- Costică Canacheu
- Bogdan Cantaragiu
- Petru Călian
- Doinița Mariana Chircu
- Constantin Chirilă
- Iustin Marinel Cionca Arghir
- Constantin Dascălu
- Iosif Ștefan Drăgulescu
- Adrian Florescu
- Stelian Fuia
- Florian Daniel Geantă
- Tinel Gheorghe
- Vasile Gherasim
- Cornel Ghiță
- Stelian Ghiță-Eftemie
- Marius Sorin Göndör
- Gabriel Dan Gospodaru
- Adrian Gurzău
- Ioan Holdiș
- Stelică Iacob Strugaru
- Gheorghe Ialomițianu
- George Ionescu
- Zanfir Iorguș
- Dănuț Liga
- Mircea Lubanovici
- Mircea Marin
- Constantin Severus Militaru
- Petru Movilă
- Răzvan Muștea-Șerban
- Adrian Henorel Nițu
- Cornelia Brîndușa Novac
- Corneliu Olar
- Ioan Oltean
- Mihai Doru Oprișcan
- Theodor Paleologu
- Sorin Andi Pandele
- Nicușor Păduraru
- Cristian Petrescu
- Adrian Popescu
- Cosmin Mihai Popescu
- Alin Augustin Florin Popoviciu
- Florin Postolachi
- Cezar Preda
- Lucian Riviș-Tipei
- Marius Rogin
- Ștefan Seremi
- Teodor Marius Spînu
- Mihaela Stoica
- Mihai Stroe
- Toader Stroian
- Mihai Surpățeanu
- Mihaela Ioana Șandru
- Cornel Știrbeț
- Valeriu Tabără
- Mircea Nicu Toader
- Raluca Turcan
- Elena Udrea
- Gelu Vișan
- Samoil Vîlcu
- Iulian Vladu
- Sever Voinescu-Cotoi
- Valerian Vreme
- Sorin Ștefan Zamfirescu
- Dan Radu Zătreanu
- Iosif Veniamin Blaga (fino al 26 giugno 2012 e dal 6 luglio 2012)
- Gabriel Tița-Nicolescu (dal 23 aprile 2012)
- Nicolae Jolța (dal 1º febbraio 2012)
- Adrian Rădulescu (dal 5 settembre 2011)
- Clement Negruț (fino al 1º marzo 2011 e dal 17 maggio 2011)
- Mihai Banu (dal 26 aprile 2010)
- Neculai Rebenciuc (dal 29 marzo 2010)
- Mihai Cristian Apostolache (dal 22 marzo 2010)
- Dan Păsat (dal 19 ottobre 2009 al 2 novembre 2009 e dall'8 febbraio 2010)
- Cristina Elena Dobre (dal 5 ottobre 2009 al 2 novembre 2009 e dal 12 gennaio 2010)
- Cristian Ion Burlacu (dal 5 ottobre 2009 al 2 novembre 2009 e dall'11 gennaio 2010)
- Dan Mihai Marian (dal 23 giugno 2009 al 2 novembre 2009 e dall'11 gennaio 2010)
- Alin Silviu Trășculescu (fino al 20 novembre 2012)
- Maria Stavrositu (fino al 5 novembre 2012)
- Marius Cristinel Dugulescu (fino al 29 ottobre 2012)
- Viorel Cărare (fino al 15 ottobre 2012)
- Marius Neculai (fino al 15 ottobre 2012)
- Gheorghe Albu (fino al 2 ottobre 2012)
- Monica Iacob Ridzi (fino al 25 settembre 2012)
- Doru Brașoan Leșe (fino al 25 settembre 2012)
- Silviu Prigoană (fino al 10 settembre 2012)
- Viorel Balcan (dal 1º marzo 2010 al 3 settembre 2012)
- Ștefan Daniel Pirpiliu (fino al 3 settembre 2012)
- Cătălin Ovidiu Buhăianu Obuf (fino al 18 luglio 2012)
- Georgică Dumitru (fino al 6 luglio 2012)
- Dumitru Pardău (fino al 6 luglio 2012)
- Viorel Arion (fino al 20 giugno 2012)
- Daniel Ionuț Bărbulescu (fino all'8 maggio 2012)
- Gheorghe Coroamă (dal 7 settembre 2009 al 2 novembre 2009 e dal 2 febbraio 2010 all'8 maggio 2012)
- Gheorghe Roman (fino all'8 maggio 2012)
- Andrei Valentin Rusu (fino all'8 maggio 2012)
- Cătălin Croitoru (fino al 27 aprile 2012)
- Eugen Constantin Uricec (fino al 23 aprile 2012)
- Florentin Gust Băloșin (dal 6 marzo 2012 al 27 aprile 2012)
- Gheorghe Ciobanu (fino al 18 aprile 2012)
- Gheorghe Hogea (fino al 18 aprile 2012)
- Valentin Rusu (fino al 18 aprile 2012)
- Dragoș Adrian Iftimie (fino al 15 marzo 2012)
- Marian Avram (fino al 13 marzo 2012)
- Daniel Vasile Oajdea (fino al 28 febbraio 2012)
- Teodora Virginia Trandafir (dal 5 maggio 2010 al 1º febbraio 2012)
- Mihail Boldea (fino al 3 ottobre 2011)
- Marin Bobeș (dal 19 ottobre 2009 al 2 novembre 2009 e dal 16 febbraio 2010 al 13 settembre 2011)
- Mircia Giurgiu (fino al 24 maggio 2011)
- Octavian Bot (fino al 10 maggio 2011)
- Călin Potor (fino all'8 settembre 2010)
- Ioan Timiș (dall'8 marzo 2010 al 15 agosto 2010)
- Nicolae Stan (fino al 31 maggio 2010)

Partito Social Democratico
Fino al 1º febbraio 2011 composto anche dai membri del Partito Conservatore.
 Presidente 
- Marian Neacșu (dal 3 settembre 2012)
- Valeriu Zgonea (dal 22 maggio 2012 al 3 settembre 2012)
- Mircea Dușa (dal 1º settembre 2010 al 22 maggio 2012)
- Viorel Hrebenciuc (fino al 1º settembre 2010)

 Vicepresidenti 
- Bogdan Nicolae Niculescu Duvăz
- Doina Burcău (dal 3 settembre 2012)
- Adrian Solomon (dal 1º febbraio 2012)
- Sonia Maria Drăghici (dal 5 settembre 2011)
- Vasile Popeangă (dal 1º febbraio 2011)
- Anghel Stanciu (fino al 1º settembre 2010 e dal 1º febbraio 2011)
- Viorel Hrebenciuc (dal 1º settembre 2010)
- Laurențiu Nistor (dal 1º settembre 2010)
- Cornel Itu (dal 27 aprile 2010)
- Claudiu Manda (dal 27 aprile 2010)
- Aurel Vlădoiu (dal 27 aprile 2010)
- Antonella Marinescu (dal 1º febbraio 2011 al 5 novembre 2012)
- Mugurel Surupăceanu (dal 1º settembre 2009 al 27 aprile 2010 e dal 1º febbraio 2011 al 15 ottobre 2012)
- Marian Neacșu (dal 27 aprile 2010 al 3 settembre 2012)
- Aurelia Vasile (fino al 20 dicembre 2011)
- Liviu Bogdan Ciucă (dal 27 aprile 2010 al 1º febbraio 2011)
- Emil Radu Moldovan (fino al 27 aprile 2010)

 Segretari 
- Liviu Bogdan Ciucă (fino al 27 aprile 2010)

 Portavoce  
- Carmen Ileana Mihălcescu (dal 1º febbraio 2011)
- Adrian Solomon (dal 27 aprile 2010 al 1º febbraio 2012)
- Cristian Dumitrescu (fino al 1º settembre 2010)
- Antonella Marinescu (dal 27 aprile 2010 al 1º settembre 2010)

 Membri 
- Gheorghe Ana
- Gheorghe Antochi
- Nicolae Bănicioiu
- Eugen Bejinariu
- Vasile Bleotu
- Dumitru Boabeș
- Matei Radu Brătianu
- Doina Burcău
- Ion Burnei
- Ion Călin
- Dumitru Chiriță
- Ioan Narcis Chisăliță
- Gheorghe Ciocan
- Radu Eugeniu Coclici
- Dorel Covaci
- Victor Cristea
- Andrei Dolineaschi
- Mircea Drăghici
- Sonia Maria Drăghici
- Ileana Cristina Dumitrache
- Cristian Dumitrescu
- Ion Dumitru
- Mircea Dușa
- Filip Georgescu
- Marian Ghiveciu
- Vasile Ghiorghe Gliga
- Horia Grama
- Viorel Hrebenciuc
- Iulian Iancu
- Florin Iordache
- Cornel Itu
- Ciprian Florin Luca
- Silvestru Mircea Lup
- Claudiu Manda
- Eduard Stelian Martin
- Manuela Mitrea
- Vasile Mocanu
- Ion Mocioalcă
- Rodica Nassar
- Marian Neacșu
- Dan Nica
- Nicolae Ciprian Nica
- Bogdan Nicolae Niculescu Duvăz
- Laurențiu Nistor
- Constantin Niță
- Iuliu Nosa
- Tudor Panțîru
- Florin Costin Pâslaru
- Petre Petrescu
- Victor Ponta
- Georgian Pop
- Florian Popa
- Vasile Popeangă
- Dan Mircea Popescu
- Neculai Rățoi
- Cornel Cristian Resmeriță
- Cristian Rizea
- Ioan Sorin Roman
- Lucreția Roșca
- Victor Socaciu
- Adrian Solomon
- Ioan Stan
- Ion Stan
- Anghel Stanciu
- Sorin Constantin Stragea
- Viorel Ștefan
- Angel Tîlvăr
- Mihai Tudose
- Radu Costin Vasilică
- Petru Gabriel Vlase
- Aurel Vlădoiu
- Mădălin Ștefan Voicu
- Valeriu Zgonea
- Mircia Giurgiu (dal 9 ottobre 2012)
- Gheorghe Roman (dall'11 settembre 2012)
- Cătălin Ovidiu Buhăianu Obuf (dal 18 luglio 2012)
- Ioan Munteanu (fino al 22 febbraio 2010 e dal 18 luglio 2012)
- Daniel Ionuț Bărbulescu (dall'8 maggio 2012)
- Andrei Valentin Sava (dall'8 maggio 2012)
- Cătălin Croitoru (dal 27 aprile 2012)
- Florentin Gust Băloșin (fino al 10 maggio 2011 e dal 27 aprile 2012)
- Eugen Constantin Uricec (dal 23 aprile 2012)
- Gheorghe Ciobanu (dal 18 aprile 2012)
- Nicolae Stan (dal 14 settembre 2011)
- Marin Bobeș (fino al 19 ottobre 2009 e dal 13 settembre 2011)
- Florin Cristian Tătaru (dal 5 settembre 2011)
- Adrian Mocanu (fino al 22 marzo 2010 e dal 29 giugno 2010)
- Carmen Ileana Mihălcescu (fino al 17 marzo 2010 e dal 5 maggio 2010)
- Ioan Damian (dal 29 marzo 2010)
- Antonella Marinescu (fino al 5 novembre 2012)
- Costică Macaleți (fino al 2 novembre 2012)
- Florina Ruxandra Jipa (fino al 30 ottobre 2012)
- Mugurel Surupăceanu (fino al 15 ottobre 2012)
- Iosif Veniamin Blaga (dal 26 giugno 2012 al 6 luglio 2012)
- Emil Radu Moldovan (fino al 30 giugno 2012)
- Cătălin Nechifor (fino al 30 giugno 2012)
- Horia Teodorescu (fino al 30 giugno 2012)
- Gheorghe Coroamă (dall'8 maggio 2012 al 29 giugno 2012)
- Ioan Cindrea (fino al 28 giugno 2012)
- Robert Negoița (fino al 26 giugno 2012)
- Adrian Năstase (fino al 20 giugno 2012)
- Oana Niculescu-Mizil (fino al 13 marzo 2012)
- Aurelia Vasile (fino al 20 dicembre 2011)
- Doru Claudian Frunzulică (fino al 20 giugno 2011)
- Victor Surdu (fino al 7 aprile 2011)
- Sergiu Andon (fino al 1º febbraio 2011)
- Liviu Bogdan Ciucă (fino al 1º febbraio 2011)
- Damian Florea (fino al 1º febbraio 2011)
- Marian Florian Săniuță (fino al 1º febbraio 2011)
- Maria Eugenia Barna (fino al 19 aprile 2010)
- Luminița Iordache (fino al 19 aprile 2010)
- Constantin Mazilu (fino al 19 aprile 2010)
- Mihai Cristian Apostolache (fino al 22 marzo 2010)
- Cătălin Cherecheș (fino al 17 marzo 2010)
- Viorel Balcan (fino al 1º marzo 2010)
- Marian Sârbu (fino al 1º marzo 2010)
- Culiță Tărâță (fino al 22 febbraio 2010)
- Ioan Damian (fino al 5 febbraio 2010)
- Daniela Popa (fino al 1º febbraio 2010)
- Valeriu Steriu (fino al 1º febbraio 2010)
- Tudor Ciuhodaru (fino all'11 gennaio 2010)
- Gabriel Tița-Nicolescu (fino al 14 dicembre 2009)
- Răzvan Țurea (fino al 14 dicembre 2009)
- Vasile Filip Soporan (fino al 2 novembre 2009)
- Gheorghe Zoicaș (fino al 2 novembre 2009)
- Eugen Nicolicea (fino al 27 ottobre 2009)
- Gabriel Oprea (fino al 15 gennaio 2009)

Partito Nazionale Liberale
Dal 1º febbraio 2011 composto anche dai membri del Partito Conservatore.
 Presidente 
- Călin Popescu Tăriceanu

 Vicepresidenti 
- Eugen Nicolăescu
- Adrian George Scutaru
- Victor Paul Dobre (dal 3 settembre 2012)
- Liviu Bogdan Ciucă (dal 1º febbraio 2011 al 5 settembre 2011 e dal 1º febbraio 2012)
- Horea Uioreanu (fino al 26 giugno 2012)
- Ana Adriana Săftoiu (dal 1º febbraio 2010 al 1º febbraio 2012)
- George Ionuț Dumitrică (dal 1º settembre 2010 al 1º febbraio 2011)
- Andrei Gerea (fino al 1º febbraio 2010)

 Segretari 
- George Ionuț Dumitrică (dal 1º febbraio 2010 al 1º settembre 2010 e dal 1º febbraio 2011)
- Gigel Știrbu (fino al 1º febbraio 2010)

 Membri 
- Marin Almăjanu
- Teodor Atanasiu
- Vasile Berci
- Viorel Vasile Buda
- Daniel Stamate Budurescu
- Cristian Buican
- Mihăiță Calimente
- Mircea Vasile Cazan
- Daniel Chițoiu
- Tudor Chiuariu
- Horia Cristian
- Victor Paul Dobre
- Mihai Aurel Donțu
- Gheorghe Dragomir
- George Ionuț Dumitrică
- Gheorghe Gabor
- Grațiela Gavrilescu
- Andrei Gerea
- Alina Gorghiu
- Titi Holban
- Pavel Horj
- Mihai Lupu
- Dan Ștefan Motreanu
- Eugen Nicolăescu
- Ludovic Orban
- Viorel Palașcă
- Ionel Palăr
- Gabriel Plăiașu
- Cristina Ancuța Pocora
- Octavian Marius Popa
- Ana Adriana Săftoiu
- Nini Săpunaru
- Adrian George Scutaru
- Ionuț Marian Stroe
- Gigel Știrbu
- Gheorghe Mirel Taloș
- Călin Popescu Tăriceanu
- Adriana Diana Tușa
- Ioan Țintean
- Radu Bogdan Țîmpău
- Lucia Ana Varga
- Mihai Alexandru Voicu
- Doru Brașoan Leșe (dal 25 settembre 2012)
- Viorel Balcan (dal 3 settembre 2012)
- Georgică Dumitru (dal 6 luglio 2012)
- Dumitru Pardău (dal 6 luglio 2012)
- Gheorghe Zoicaș (dal 26 giugno 2012)
- Gheorghe Hogea (dal 18 aprile 2012)
- Valentin Rusu (dal 18 aprile 2012)
- Octavian Bot (dal 10 maggio 2011)
- Dan Bordeianu (fino al 19 ottobre 2009 e dal 4 aprile 2011)
- Liviu Bogdan Ciucă (dal 1º febbraio 2011)
- Damian Florea (dal 1º febbraio 2011)
- Mircea Irimescu (fino al 2 novembre 2009 e dal 1º febbraio 2011)
- Mariana Câmpeanu (dal 22 dicembre 2010)
- Călin Potor (dal 7 dicembre 2010)
- Radu Stroe (dal 1º febbraio 2010)
- Tudor Ciuhodaru (dal 1º febbraio 2011 al 3 ottobre 2011)
- Sergiu Andon (dal 1º febbraio 2011 all'11 settembre 2012)
- Cristian Adomniței (fino al 27 giugno 2012)
- Cornel Pieptea (fino al 27 giugno 2012)
- Ciprian Minodor Dobre (fino al 26 giugno 2012)
- Horea Uioreanu (fino al 26 giugno 2012)
- Florin Țurcanu (fino al 15 giugno 2012)
- Virgil Pop (fino al 26 marzo 2012)
- Nicolae Jolța (fino al 1º febbraio 2012)
- Ana Adriana Săftoiu (fino al 1º febbraio 2012)
- Florentin Gust Băloșin (dal 10 maggio 2010 al 28 novembre 2011)
- Claudiu Țaga (fino al 23 dicembre 2010)
- Cătălin Cherecheș (dal 19 maggio 2010 all'8 settembre 2010)
- Dan Ilie Morega (fino al 15 giugno 2010)
- Mihai Banu (fino al 26 aprile 2010)
- Ioan Timiș (fino all'8 marzo 2010)
- Emil Bostan (fino al 16 dicembre 2009)
- Neculai Rebenciuc (fino al 27 ottobre 2009)
- Bogdan Olteanu (fino al 19 ottobre 2009)
- Dan Păsat (fino al 19 ottobre 2009)
- Ion Tabugan (fino al 19 ottobre 2009)
- Cristian Ion Burlacu (fino al 5 ottobre 2009)
- Cristina Elena Dobre (fino al 5 ottobre 2009)
- Gheorghe Coroamă (fino al 7 settembre 2009)
- Dan Mihai Marian (fino al 23 giugno 2009)

Unione Democratica Magiara di Romania
 Presidente 
- András Levente Máté (dal 1º febbraio 2011)
- Gergely Olosz (dal 1º febbraio 2010 al 1º febbraio 2011)
- Árpád Francisc Márton (fino al 1º febbraio 2010)

 Vicepresidenti 
- Árpád Francisc Márton (dal 1º febbraio 2011)
- István Erdei Dolóczki (dal 1º febbraio 2010)
- András Levente Máté (fino al 1º febbraio 2011)
- Attila Korodi (dal 1º settembre 2009 al 1º febbraio 2010)
- Dénes Seres (fino al 1º settembre 2009)

 Segretari 
- Árpád Pál (dal 1º febbraio 2011)
- Ákos Derzsi (dal 1º settembre 2009 al 1º febbraio 2011)
- Attila Korodi (fino al 1º settembre 2009)

 Membri 
- István Antal
- Ștefan Vasile Béres
- László Borbély
- Ákos Derzsi
- András György Edler
- István Erdei Dolóczki
- Petru Farago
- Anna Lili Farkas
- Atilla Béla László Kelemen
- Hunor Kelemen
- Károly Kerekes
- Attila Korodi
- Iosif Kötő
- Árpád Francisc Márton
- András Levente Máté
- Gergely Olosz
- Árpád Pál
- Csilla Mária Petö
- Dénes Seres
- Attila Varga
- Petru Lakatos (fino al 17 ottobre 2011)
- Mózes Zoltán Pálfi (fino al 29 agosto 2011)

 Gruppo parlamentare progressista 
Fino al 5 settembre 2011 denominato informalmente Gruppo parlamentare dei deputati indipendenti. Composto inizialmente da membri indipendenti fuoriusciti principalmente da Partito Social Democratico e da Partito Nazionale Liberale nel corso del 2009. Dal 2010 composto dai membri del nuovo partito Unione Nazionale per il Progresso della Romania, creato dai fondatori del gruppo parlamentare.
 Presidente 
- Luminița Iordache (dall'8 maggio 2012)
- Eugen Nicolicea (dal 27 ottobre 2009 all'8 maggio 2012)

 Vicepresidenti 
- Aurelia Vasile (dall'8 maggio 2012)
- Emil Bostan (dal 16 dicembre 2009 al 5 settembre 2011 e dal 27 marzo 2012)
- Ion Tabugan (dal 19 ottobre 2009)
- Luminița Iordache (dal 1º febbraio 2011 all'8 maggio 2012)
- Vasile Filip Soporan (dal 5 settembre 2011 al 28 febbraio 2012)

 Segretari 
- Claudiu Țaga (dal 27 marzo 2012)

 Portavoce 
- Valeriu Steriu (dal 1º febbraio 2011)

 Membri 
- Aurelia Vasile (dal 20 dicembre 2011)
- Tudor Ciuhodaru (dall'11 gennaio 2010 al 18 ottobre 2010 e dal 3 ottobre 2011)
- Claudiu Țaga (dal 1º febbraio 2011)
- Maria Eugenia Barna (dal 19 aprile 2010)
- Luminița Iordache (dal 19 aprile 2010)
- Constantin Mazilu (dal 19 aprile 2010)
- Valeriu Steriu (dal 1º febbraio 2010)
- Emil Bostan (dal 16 dicembre 2009)
- Răzvan Țurea (dal 14 dicembre 2009)
- Eugen Nicolicea (dal 27 ottobre 2009)
- Ion Tabugan (dal 19 ottobre 2009)
- Gabriel Oprea (dal 15 gennaio 2009)
- Culiță Tărâță (dal 22 febbraio 2010 al 5 luglio 2012)
- Marian Sârbu (dal 1º marzo 2010 al 28 giugno 2012)
- Gabriel Tița-Nicolescu (dal 14 dicembre 2009 al 3 maggio 2010 e dal 19 ottobre 2010 al 23 aprile 2012)
- Mihail Boldea (dal 3 ottobre 2011 al 19 marzo 2012)
- Vasile Filip Soporan (dal 2 novembre 2009 al 28 febbraio 2012)
- Dan Ilie Morega (dal 5 settembre 2011 al 9 febbraio 2012)
- Doru Claudian Frunzulică (dal 20 giugno 2011 al 1º ottobre 2011)
- Nicolae Stan (dal 19 ottobre 2010 al 14 settembre 2011)
- Clement Negruț (dal 1º marzo 2011 al 17 maggio 2011)
- Adrian Mocanu (dal 22 marzo 2010 al 29 giugno 2010)
- Ioan Munteanu (dal 22 febbraio 2010 al 21 giugno 2010)
- Cătălin Cherecheș (dal 17 marzo 2010 al 19 maggio 2010)
- Carmen Ileana Mihălcescu (dal 17 marzo 2010 al 5 maggio 2010)
- Gheorghe Zoicaș (dal 2 novembre 2009 al 26 aprile 2010)
- Mircea Irimescu (dal 2 novembre 2009 al 19 aprile 2010)
- Ioan Damian (dal 5 febbraio 2010 al 29 marzo 2010)
- Neculai Rebenciuc (dal 27 ottobre 2009 al 29 marzo 2010)

Minoranze etniche
 Presidente 
- Varujan Pambuccian

 Vicepresidenti 
- Ghervazen Longher
- Ovidiu Victor Ganț

 Segretari 
- Adrian Miroslav Merka
- Dragoș Gabriel Zisopol
- Mircea Grosaru (dal 1º febbraio 2010)

 Membri 
- Aledin Amet
- Ștefan Buciuta
- Gheorghe Firczak
- Ovidiu Victor Ganț
- Mircea Grosaru
- Iusein Ibram
- Miron Ignat
- Ghervazen Longher
- Oana Manolescu
- Adrian Miroslav Merka
- Niculae Mircovici
- Varujan Pambuccian
- Nicolae Păun
- Dușan Popov
- Aurel Vainer
- Dragoș Gabriel Zisopol
- Mihai Radan (fino al 1º luglio 2012)
- Liana Dumitrescu (fino al 27 gennaio 2011)

Non iscritti
 Membri 
- Maria Stavrositu (dal 5 novembre 2012)
- Florina Ruxandra Jipa (dal 30 ottobre 2012)
- Marius Cristinel Dugulescu (dal 29 ottobre 2012)
- Viorel Cărare (dal 15 ottobre 2012)
- Marius Neculai (dal 15 ottobre 2012)
- Monica Iacob-Ridzi (dal 25 settembre 2012)
- Silviu Prigoană (dal 10 settembre 2012)
- Ștefan Daniel Pirpiliu (dal 3 settembre 2012)
- Marian Avram (dal 13 marzo 2012)
- Oana Niculescu-Mizil (dal 13 marzo 2012)
- Daniel Vasile Oajdea (dal 28 febbraio 2012)
- Marian Florian Săniuță (dal 1º febbraio 2011)
- Dan Ilie Morega (dal 15 giugno 2010 al 5 settembre 2011 e dal 9 febbraio 2012)
- Mircia Giurgiu (dal 24 maggio 2011 al 9 ottobre 2012)
- Mihail Boldea (dal 19 marzo 2012 al 25 settembre 2012)
- Gheorghe Roman (dall'8 maggio 2012 all'11 settembre 2012)
- Ioan Munteanu (dal 21 giugno 2010 al 18 luglio 2012)
- Gheorghe Zoicaș (dal 26 aprile 2010 al 26 giugno 2012)
- Florentin Gust Băloșin (dal 28 novembre 2011 al 6 marzo 2012)
- Cătălin Cherecheș (dall'8 settembre 2010 al 30 maggio 2011)
- Dan Bordeianu (dal 19 ottobre 2009 al 4 aprile 2011)
- Tudor Ciuhodaru (dal 18 ottobre 2010 al 1º febbraio 2011)
- Mircea Irimescu (dal 19 aprile 2010 al 1º febbraio 2011)
- Claudiu Țaga (dal 23 dicembre 2010 al 1º febbraio 2011)
- Călin Potor (dall'8 settembre 2010 al 7 dicembre 2010)
- Nicolae Stan (dal 31 maggio 2010 al 19 ottobre 2010)
- Gabriel Tița-Nicolescu (dal 3 maggio 2010 al 19 ottobre 2010)
- Marin Bobeș (dal 2 novembre 2009 al 16 febbraio 2010)
- Dan Păsat (dal 2 novembre 2009 all'8 febbraio 2010)
- Gheorghe Coroamă (dal 2 novembre 2009 al 2 febbraio 2010)
- Cristina Elena Dobre (dal 2 novembre 2009 al 12 gennaio 2010)
- Cristian Ion Burlacu (dal 2 novembre 2009 all'11 gennaio 2010)
- Dan Mihai Marian (dal 2 novembre 2009 all'11 gennaio 2010)

## Modifiche intervenute
Modifiche intervenute nella composizione della Camera
- Il 1º febbraio 2010 a Bogdan Olteanu (Partito Nazionale Liberale), dimessosi il 19 ottobre 2009 dopo essere stato nominato vicegovernatore della Banca nazionale della Romania[1], subentra Radu Stroe (Partito Nazionale Liberale).
- Il 5 maggio 2010 a Daniela Popa (Partito Social Democratico), dimessasi il 1º febbraio 2010 dopo essere stata nominata membro del consiglio della commissione di sorveglianza sulle compagnie assicurative (CSA)[2], subentra Teodora Virginia Trandafir (Partito Democratico Liberale).
- Il 22 dicembre 2010 a Ioan Timiș (Partito Democratico Liberale), deceduto il 15 agosto 2010, subentra Mariana Câmpeanu (Partito Nazionale Liberale).
- Il 27 gennaio 2011 Liana Dumitrescu (Minoranze etniche) muore. Il seggio rimane vacante.
- Il 29 agosto 2011 Mózes Zoltán Pálfi (Unione Democratica Magiara di Romania) muore. Il seggio rimane vacante.
- Il 5 settembre 2011 a Victor Surdu (Partito Social Democratico), deceduto il 7 aprile 2011, subentra Adrian Rădulescu (Partito Democratico Liberale).
- Il 5 settembre 2011 a Cătălin Cherecheș (Non iscritti), dimessosi il 30 maggio 2011 dopo essere stato eletto sindaco di Baia Mare[3], subentra Florin Cristian Tătaru (Partito Social Democratico).
- Il 1º ottobre 2011 Doru Claudian Frunzulică (Gruppo parlamentare progressista) si dimette dopo essere stato nominato membro del consiglio della commissione di sorveglianza sulle compagnie assicurative (CSA)[4].
- Il 17 ottobre 2011 Petru Lakatos (Unione Democratica Magiara di Romania) si dimette dopo essere stato nominato consigliere della Corte dei conti[5].
- Il 1º febbraio 2012 Ana Adriana Săftoiu (Partito Nazionale Liberale) si dimette per motivazioni politiche[6].
- Il 1º febbraio 2012 Teodora Virginia Trandafir (Partito Democratico Liberale) si dimette per motivi di salute[7].
- Il 28 febbraio 2012 Vasile Filip Soporan (Gruppo parlamentare progressista) si dimette per motivi personali[8].
- Il 15 marzo 2012 Dragoș Adrian Iftimie (Partito Democratico Liberale) si dimette[9].
- Il 26 marzo 2012 Virgil Pop (Partito Nazionale Liberale) viene destituito dopo essere stato condannato in via definitiva per corruzione[10].
- Il 15 giugno 2012 Florin Țurcanu (Partito Nazionale Liberale) si dimette dopo essere stato eletto presidente del consiglio del distretto di Botoșani.
- Il 20 giugno 2012 Viorel Arion (Partito Democratico Liberale) si dimette dopo essere stato eletto sindaco di Hunedoara.
- Il 20 giugno 2012 Adrian Năstase (Partito Social Democratico) viene destituito dopo essere stato condannato in via definitiva per corruzione[11].
- Il 26 giugno 2012 Ciprian Minodor Dobre (Partito Nazionale Liberale) si dimette dopo essere stato eletto presidente del consiglio del distretto di Mureș.
- Il 26 giugno 2012 Robert Negoiță (Partito Social Democratico) si dimette dopo essere stato eletto sindaco del Settore 3 di Bucarest.
- Il 26 giugno 2012 Horea Uioreanu (Partito Nazionale Liberale) si dimette dopo essere stato eletto presidente del consiglio del distretto di Cluj.
- Il 27 giugno 2012 Cristian Adomniței (Partito Nazionale Liberale) si dimette dopo essere stato eletto presidente del consiglio del distretto di Iași.
- Il 27 giugno 2012 Cornel Pieptea (Partito Nazionale Liberale) si dimette dopo essere stato eletto membro del Consiglio generale del municipio di Bucarest[12].
- Il 27 giugno 2012 Ioan Cindrea (Partito Social Democratico) si dimette dopo essere stato eletto presidente del consiglio del distretto di Sibiu.
- Il 28 giugno 2012 Marian Sârbu (Gruppo parlamentare progressista) si dimette dopo essere stato nominato presidente del consiglio della commissione di sorveglianza sul sistema delle pensioni private (CSSPP)[13].
- Il 29 giugno 2016 Gheorghe Coroamă (Partito Social Democratico) si dimette dopo essere stato eletto sindaco di Putna.
- Il 30 giugno 2012 Emil Radu Moldovan (Partito Social Democratico) si dimette dopo essere stato eletto presidente del consiglio del distretto di Bistrița-Năsăud.
- Il 30 giugno 2012 Cătălin Nechifor (Partito Social Democratico) si dimette dopo essere stato eletto presidente del consiglio del distretto di Suceava.
- Il 30 giugno 2012 Horia Teodorescu (Partito Social Democratico) si dimette dopo essere stato eletto presidente del consiglio del distretto di Tulcea.
- Il 1º luglio 2012 Mihai Radan (Minoranze etniche) si dimette dopo essere stato eletto sindaco di Carașova.
- Il 5 luglio 2012 Culiță Tărâță (Gruppo parlamentare progressista) si dimette dopo essere stato eletto presidente del consiglio del distretto di Neamț.
- L'11 settembre 2012 Sergiu Andon (Partito Nazionale Liberale) si dimette dopo la constatazione dell'incompatibilità della posizione di parlamentare e di avvocato difensore in un processo per corruzione[14].
- Il 25 settembre 2012 Mihail Boldea (Non iscritti) si dimette dopo essere stato sottoposto a misura di custodia cautelare in un'inchiesta per frode[15].
- Il 2 ottobre 2012 Gheorghe Albu (Partito Democratico Liberale) si dimette dopo essere stato nominato commissario del consiglio d'amministrazione della Commissione nazionale dei valori mobiliari (CNVM)[16].
- Il 15 ottobre 2012 Mugurel Surupăceanu (Partito Social Democratico) si dimette per motivazioni politiche[17].
- Il 2 novembre 2012 Costică Macaleți (Partito Social Democratico) si dimette dopo essere stato nominato prefetto del distretto di Botoșani[18].
- Il 5 novembre 2012 Antonella Marinescu (Partito Social Democratico) si dimette dopo essere stata nominata console generale della Romania a Toronto[19].
- Il 20 novembre 2012 Alin Silviu Trășculescu (Partito Democratico Liberale) si dimette rinunciando all'immunità parlamentare e mettendosi a disposizione dei procuratori in un'inchiesta per corruzione in cui è indagato[20].

Modifiche intervenute nella composizione dei gruppi
Partito Democratico Liberale
- Il 23 giugno 2009 aderisce al gruppo Dan Mihai Marian, proveniente dal gruppo del Partito Nazionale Liberale.
- Il 7 settembre 2009 aderisce al gruppo Gheorghe Coroamă, proveniente dal gruppo del Partito Nazionale Liberale.
- Il 5 ottobre 2009 aderiscono al gruppo Cristian Ion Burlacu e Cristina Elena Dobre, provenienti dal gruppo del Partito Nazionale Liberale.
- Il 19 ottobre 2009 aderiscono al gruppo Dan Păsat, proveniente dal gruppo del Partito Nazionale Liberale, e Marin Bobeș, proveniente dal gruppo del Partito Social Democratico.
- Il 2 novembre 2009 lasciano il gruppo Marin Bobeș, Cristian Ion Burlacu, Gheorghe Coroamă, Cristina Elena Dobre, Dan Mihai Marian e Dan Păsat, che aderiscono al gruppo dei Non iscritti.
- L'11 gennaio 2010 aderiscono al gruppo Cristian Ion Burlacu e Dan Mihai Marian, provenienti dal gruppo dei Non iscritti.
- Il 12 gennaio 2010 aderisce al gruppo Cristina Elena Dobre, proveniente dal gruppo dei Non iscritti.
- Il 2 febbraio 2010 aderisce al gruppo Gheorghe Coroamă, proveniente dal gruppo dei Non iscritti.
- L'8 febbraio 2010 aderisce al gruppo Dan Păsat, proveniente dal gruppo dei Non iscritti.
- Il 16 febbraio 2010 aderisce al gruppo Marin Bobeș, proveniente dal gruppo dei Non iscritti.
- Il 1º marzo 2010 aderisce al gruppo Viorel Balcan, proveniente dal gruppo del Partito Social Democratico.
- L'8 marzo 2010 aderisce al gruppo Ioan Timiș, proveniente dal gruppo del Partito Nazionale Liberale.
- Il 22 marzo 2010 aderisce al gruppo Mihai Cristian Apostolache, proveniente dal gruppo del Partito Social Democratico.
- Il 29 marzo 2010 aderisce al gruppo Neculai Rebenciuc, proveniente dal gruppo parlamentare dei deputati indipendenti.
- Il 26 aprile 2010 aderisce al gruppo Mihai Banu, proveniente dal gruppo del Partito Nazionale Liberale.
- Il 5 maggio 2010 a Daniela Popa (Partito Social Democratico), dimessasi il 1º febbraio 2010 dopo essere stata nominata membro del consiglio della commissione di sorveglianza sulle compagnie assicurative (CSA)[2], subentra Teodora Virginia Trandafir (Partito Democratico Liberale).
- Il 31 maggio 2010 lascia il gruppo Nicolae Stan, che aderisce al gruppo dei Non iscritti.
- L'8 settembre 2010 lascia il gruppo Călin Potor, che aderisce al gruppo dei Non iscritti.
- Il 22 dicembre 2010 a Ioan Timiș (Partito Democratico Liberale), deceduto il 15 agosto 2010, subentra Mariana Câmpeanu (Partito Nazionale Liberale).
- Il 1º marzo 2011 lascia il gruppo Clement Negruț, che aderisce al gruppo parlamentare dei deputati indipendenti.
- Il 10 maggio 2011 lascia il gruppo Octavian Bot, che aderisce al gruppo del Partito Nazionale Liberale.
- Il 17 maggio 2011 aderisce al gruppo Clement Negruț, proveniente dal gruppo parlamentare dei deputati indipendenti.
- Il 24 maggio 2012 lascia il gruppo Mircia Giurgiu, che aderisce al gruppo dei Non iscritti.
- Il 5 settembre 2011 a Victor Surdu (Partito Social Democratico), deceduto il 7 aprile 2011, subentra Adrian Rădulescu (Partito Democratico Liberale).
- Il 13 settembre 2011 lascia il gruppo Marin Bobeș, che aderisce al gruppo del Partito Social Democratico.
- Il 3 ottobre 2011 lascia il gruppo Mihail Boldea, che aderisce al gruppo parlamentare progressista.
- Il 1º febbraio 2012 Teodora Virginia Trandafir (Partito Democratico Liberale) si dimette per motivi di salute[7].
- Il 1º febbraio 2012 aderisce al gruppo Nicolae Jolța, proveniente dal gruppo del Partito Nazionale Liberale.
- Il 28 febbraio 2012 lascia il gruppo Daniel Vasile Oajdea, che aderisce al gruppo dei Non iscritti.
- Il 6 marzo 2012 aderisce al gruppo Florentin Gust Băloșin, proveniente dal gruppo dei Non iscritti.
- Il 13 marzo 2012 lascia il gruppo Marian Avram, che aderisce al gruppo dei Non iscritti.
- Il 15 marzo 2012 Dragoș Adrian Iftimie (Partito Democratico Liberale) si dimette[9].
- Il 18 aprile 2012 lasciano il gruppo Gheorghe Ciobanu, che aderisce al gruppo del Partito Social Democratico, Gheorghe Hogea e Valentin Rusu, che aderisce al gruppo del Partito Nazionale Liberale.
- Il 23 aprile 2012 aderisce al gruppo Gabriel Tița-Nicolescu, proveniente dal gruppo parlamentare progressista. Lascia il gruppo  Eugen Constantin Uricec, che aderisce al gruppo del Partito Social Democratico.
- Il 27 aprile 2012 lasciano il gruppo Cătălin Croitoru e Florentin Gust Băloșin, che aderiscono al gruppo del Partito Social Democratico.
- L'8 maggio 2012 lasciano il gruppo Daniel Ionuț Bărbulescu, Gheorghe Coroamă, Andrei Valentin Sava, che aderiscono al gruppo del Partito Social Democratico, e Gheorghe Roman, che aderisce al gruppo dei Non iscritti.
- Il 20 giugno 2012 Viorel Arion (Partito Democratico Liberale) si dimette dopo essere stato eletto sindaco di Hunedoara.
- Il 26 giugno 2012 lascia il gruppo Iosif Veniamin Blaga, che aderisce al gruppo del Partito Social Democratico.
- Il 6 luglio 2012 aderisce al gruppo Iosif Veniamin Blaga, proveniente dal gruppo del Partito Social Democratico. Lasciano il gruppo Georgică Dumitru e Dumitru Pardău, che aderiscono al gruppo del Partito Nazionale Liberale.
- Il 18 luglio 2012 lascia il gruppo Cătălin Ovidiu Buhăianu Obuf, che aderisce al gruppo del Partito Social Democratico.
- Il 3 settembre 2012 lasciano il gruppo Viorel Balcan, che aderisce al gruppo del Partito Nazionale Liberale, e Ștefan Daniel Pirpiliu, che aderisce al gruppo dei Non iscritti.
- Il 10 settembre 2012 lascia il gruppo Silviu Prigoană, che aderisce al gruppo dei Non iscritti.
- Il 25 settembre 2012 lasciano il gruppo Monica Iacob-Ridzi, che aderisce al gruppo dei Non iscritti, e Doru Brașoan Leșe, che aderisce al gruppo del Partito Nazionale Liberale.
- Il 2 ottobre 2012 Gheorghe Albu (Partito Democratico Liberale) si dimette dopo essere stato nominato commissario del consiglio d'amministrazione della Commissione nazionale dei valori mobiliari (CNVM)[16].
- Il 15 ottobre 2012 lasciano il gruppo Viorel Cărare e Marius Neculai, che aderiscono al gruppo dei Non iscritti.
- Il 29 ottobre 2012 lascia il gruppo Marius Cristinel Dugulescu, che aderisce al gruppo dei Non iscritti.
- Il 5 novembre 2012 lascia il gruppo Maria Stavrositu, che aderisce al gruppo dei Non iscritti.
- Il 20 novembre 2012 Alin Silviu Trășculescu (Partito Democratico Liberale) si dimette rinunciando all'immunità parlamentare e mettendosi a disposizione dei procuratori in un'inchiesta per corruzione in cui è indagato[20].

Partito Social Democratico
- Il 15 gennaio 2009 lascia il gruppo Gabriel Oprea, che aderisce al gruppo parlamentare dei deputati indipendenti.
- Il 19 ottobre 2009 lascia il gruppo Marin Bobeș, che aderisce al gruppo del Partito Democratico Liberale.
- Il 27 ottobre 2009 lascia il gruppo Eugen Nicolicea, che aderisce al gruppo parlamentare dei deputati indipendenti.
- Il 2 novembre 2009 lasciano il gruppo Vasile Filip Soporan e Gheorghe Zoicaș, che aderiscono al gruppo parlamentare dei deputati indipendenti.
- Il 14 dicembre 2009 lasciano il gruppo Gabriel Tița-Nicolescu e Răzvan Țurea, che aderiscono al gruppo parlamentare dei deputati indipendenti.
- L'11 gennaio 2010 lascia il gruppo Tudor Ciuhodaru, che aderisce al gruppo parlamentare dei deputati indipendenti.
- Il 1º febbraio 2010 lascia il gruppo Valeriu Steriu, che aderisce al gruppo parlamentare dei deputati indipendenti.
- Il 5 febbraio 2010 lascia il gruppo Ioan Damian, che aderisce al gruppo parlamentare dei deputati indipendenti.
- Il 22 febbraio 2010 lasciano il gruppo Ioan Munteanu e Culiță Tărâță, che aderiscono al gruppo parlamentare dei deputati indipendenti.
- Il 1º marzo 2010 lasciano il gruppo Viorel Balcan, che aderisce al gruppo del Partito Democratico Liberale, e Marian Sârbu, che aderisce al gruppo parlamentare dei deputati indipendenti.
- Il 17 marzo 2010 lasciano il gruppo Cătălin Cherecheș e Carmen Ileana Mihălcescu, che aderiscono al gruppo parlamentare dei deputati indipendenti.
- Il 22 marzo 2010 lasciano il gruppo Adrian Mocanu, che aderisce al gruppo parlamentare dei deputati indipendenti, e Mihai Cristian Apostolache, che aderisce al gruppo del Partito Democratico Liberale.
- Il 29 marzo 2010 aderisce al gruppo Ioan Damian, proveniente dal gruppo parlamentare dei deputati indipendenti.
- Il 19 aprile 2010 lasciano il gruppo Maria Eugenia Barna, Luminița Iordache e Constantin Mazilu, che aderiscono al gruppo parlamentare dei deputati indipendenti.
- Il 5 maggio 2010 a Daniela Popa (Partito Social Democratico), dimessasi il 1º febbraio 2010 dopo essere stata nominata membro del consiglio della commissione di sorveglianza sulle compagnie assicurative (CSA)[2], subentra Teodora Virginia Trandafir (Partito Democratico Liberale).
- Il 5 maggio 2010 aderisce al gruppo Carmen Ileana Mihălcescu, proveniente dal gruppo parlamentare dei deputati indipendenti.
- Il 29 giugno 2010 aderisce al gruppo Adrian Mocanu, proveniente dal gruppo parlamentare dei deputati indipendenti.
- Il 1º febbraio 2011 lasciano il gruppo Sergiu Andon, Liviu Bogdan Ciucă, Damian Florea, che aderiscono al gruppo del Partito Nazionale Liberale, e Marian Florian Săniuță, che aderisce al gruppo dei Non iscritti.
- Il 10 maggio 2011 lascia il gruppo Florentin Gust Băloșin, che aderisce al gruppo del Partito Nazionale Liberale.
- Il 20 giugno 2011 lascia il gruppo Doru Claudian Frunzulică, che aderisce al gruppo parlamentare dei deputati indipendenti.
- Il 5 settembre 2011 a Victor Surdu (Partito Social Democratico), deceduto il 7 aprile 2011, subentra Adrian Rădulescu (Partito Democratico Liberale).
- Il 5 settembre 2011 a Cătălin Cherecheș (Non iscritti), dimessosi il 30 maggio 2011 dopo essere stato eletto sindaco di Baia Mare[3], subentra Florin Cristian Tătaru (Partito Social Democratico).
- Il 13 settembre 2011 aderisce al gruppo Marin Bobeș, proveniente dal gruppo del Partito Democratico Liberale.
- Il 14 settembre 2011 aderisce al gruppo Nicolae Stan, proveniente dal gruppo parlamentare progressista.
- Il 20 dicembre 2011 lascia il gruppo Aurelia Vasile, che aderisce al gruppo parlamentare progressista.
- Il 13 marzo 2012 lascia il gruppo Oana Niculescu-Mizil, che aderisce al gruppo dei Non iscritti.
- Il 18 aprile 2012 aderisce al gruppo Gheorghe Ciobanu, proveniente dal gruppo del Partito Democratico Liberale.
- Il 23 aprile 2012 aderisce al gruppo Eugen Constantin Uricec, proveniente dal gruppo del Partito Democratico Liberale.
- Il 27 aprile 2012 aderiscono al gruppo Cătălin Croitoru e Florentin Gust Băloșin, provenienti dal gruppo del Partito Democratico Liberale.
- L'8 maggio 2012 aderiscono al gruppo Daniel Ionuț Bărbulescu, Gheorghe Coroamă e Andrei Valentin Sava, provenienti dal gruppo del Partito Democratico Liberale.
- Il 20 giugno 2012 Adrian Năstase (Partito Social Democratico) viene destituito dopo essere stato condannato in via definitiva per corruzione[11].
- Il 26 giugno 2012 aderisce al gruppo Iosif Veniamin Blaga, proveniente dal gruppo del Partito Democratico Liberale.
- Il 26 giugno 2012 Robert Negoiță (Partito Social Democratico) si dimette dopo essere stato eletto sindaco del Settore 3 di Bucarest.
- Il 27 giugno 2012 Ioan Cindrea (Partito Social Democratico) si dimette dopo essere stato eletto presidente del consiglio del distretto di Sibiu.
- Il 29 giugno 2016 Gheorghe Coroamă (Partito Social Democratico) si dimette dopo essere stato eletto sindaco di Putna.
- Il 30 giugno 2012 Emil Radu Moldovan (Partito Social Democratico) si dimette dopo essere stato eletto presidente del consiglio del distretto di Bistrița-Năsăud.
- Il 30 giugno 2012 Cătălin Nechifor (Partito Social Democratico) si dimette dopo essere stato eletto presidente del consiglio del distretto di Suceava.
- Il 30 giugno 2012 Horia Teodorescu (Partito Social Democratico) si dimette dopo essere stato eletto presidente del consiglio del distretto di Tulcea.
- Il 6 luglio 2012 lascia il gruppo Iosif Veniamin Blaga, che aderisce al gruppo del Partito Democratico Liberale.
- Il 18 luglio 2012 aderiscono al gruppo Cătălin Ovidiu Buhăianu Obuf, proveniente dal gruppo del Partito Democratico Liberale, e Ioan Munteanu, proveniente dal gruppo dei Non iscritti.
- L'11 settembre 2012 aderisce al gruppo Gheorghe Roman, proveniente dal gruppo dei Non iscritti.
- Il 9 ottobre 2012 aderisce al gruppo Mircia Giurgiu, proveniente dal gruppo dei Non iscritti.
- Il 15 ottobre 2012 Mugurel Surupăceanu (Partito Social Democratico) si dimette per motivazioni politiche[17].
- Il 30 ottobre 2012 lascia il gruppo Florina Ruxandra Jipa, che aderisce al gruppo dei Non iscritti.
- Il 2 novembre 2012 Costică Macaleți (Partito Social Democratico) si dimette dopo essere stato nominato prefetto del distretto di Botoșani[18].
- Il 5 novembre 2012 Antonella Marinescu (Partito Social Democratico) si dimette dopo essere stata nominata console generale della Romania a Toronto[19].

Partito Nazionale Liberale
- Il 23 giugno 2009 lascia il gruppo Dan Mihai Marian, che aderisce al gruppo del Partito Democratico Liberale.
- Il 7 settembre 2009 lascia il gruppo Gheorghe Coroamă, che aderisce al gruppo del Partito Democratico Liberale.
- Il 5 ottobre 2009 lasciano il gruppo Cristian Ion Burlacu e Cristina Elena Dobre, che aderiscono al gruppo del Partito Democratico Liberale.
- Il 19 ottobre 2009 lasciano il gruppo Dan Bordeianu, che aderisce al gruppo dei Non iscritti, Dan Păsat, che aderisce al gruppo del Partito Democratico Liberale, e Ion Tabugan, che aderisce al gruppo parlamentare dei deputati indipendenti.
- Il 27 ottobre 2009 lascia il gruppo Neculai Rebenciuc, che aderisce al gruppo parlamentare dei deputati indipendenti.
- Il 2 novembre 2009 lascia il gruppo Mircea Irimescu, che aderisce al gruppo parlamentare dei deputati indipendenti.
- Il 16 dicembre 2009 lascia il gruppo Emil Bostan, che aderisce al gruppo parlamentare dei deputati indipendenti.
- Il 1º febbraio 2010 a Bogdan Olteanu (Partito Nazionale Liberale), dimessosi il 19 ottobre 2009 dopo essere stato nominato vicegovernatore della Banca nazionale della Romania[1], subentra Radu Stroe (Partito Nazionale Liberale).
- L'8 marzo 2010 lascia il gruppo Ioan Timiș, che aderisce al gruppo del Partito Democratico Liberale.
- Il 19 maggio 2010 aderisce al gruppo Cătălin Cherecheș, proveniente dal gruppo parlamentare dei deputati indipendenti.
- Il 26 aprile 2010 lascia il gruppo Mihai Banu, che aderisce al gruppo del Partito Democratico Liberale.
- Il 15 giugno 2010 lascia il gruppo Dan Ilie Morega, che aderisce al gruppo dei Non iscritti.
- L'8 settembre 2010 lascia il gruppo Cătălin Cherecheș, che aderisce al gruppo dei Non iscritti.
- Il 7 dicembre 2010 aderisce al gruppo Călin Potor, proveniente dal gruppo dei Non iscritti.
- Il 22 dicembre 2010 a Ioan Timiș (Partito Democratico Liberale), deceduto il 15 agosto 2010, subentra Mariana Câmpeanu (Partito Nazionale Liberale).
- Il 23 dicembre 2010 lascia il gruppo Claudiu Țaga, che aderisce al gruppo dei Non iscritti.
- Il 1º febbraio 2011 aderiscono al gruppo Sergiu Andon, Liviu Bogdan Ciucă, Damian Florea, provenienti dal gruppo del Partito Social Democratico, Tudor Ciuhodaru e Mircea Irimescu, proveniente dal gruppo dei Non iscritti.
- Il 4 aprile 2011 aderisce al gruppo Dan Bordeianu, proveniente dal gruppo dei Non iscritti.
- Il 10 maggio 2011 aderiscono al gruppo Octavian Bot, proveniente dal gruppo del Partito Democratico Liberale, e Florentin Gust Băloșin, proveniente dal gruppo del Partito Social Democratico.
- Il 3 ottobre 2011 lascia il gruppo Tudor Ciuhodaru, che aderisce al gruppo parlamentare progressista.
- Il 28 novembre 2011 lascia il gruppo Florentin Gust Băloșin, che aderisce al gruppo dei Non iscritti.
- Il 1º febbraio 2012 Ana Adriana Săftoiu (Partito Nazionale Liberale) si dimette per motivazioni politiche[6].
- Il 1º febbraio 2012 lascia il gruppo Nicolae Jolța, che aderisce al gruppo del Partito Democratico Liberale.
- Il 26 marzo 2012 Virgil Pop (Partito Nazionale Liberale) viene destituito dopo essere stato condannato in via definitiva per corruzione[10].
- Il 18 aprile 2012 aderiscono al gruppo Gheorghe Hogea e Valentin Rusu, provenienti dal gruppo del Partito Democratico Liberale.
- Il 15 giugno 2012 Florin Țurcanu (Partito Nazionale Liberale) si dimette dopo essere stato eletto presidente del consiglio del distretto di Botoșani.
- Il 26 giugno 2012 Ciprian Minodor Dobre (Partito Nazionale Liberale) si dimette dopo essere stato eletto presidente del consiglio del distretto di Mureș.
- Il 26 giugno 2012 Horea Uioreanu (Partito Nazionale Liberale) si dimette dopo essere stato eletto presidente del consiglio del distretto di Cluj.
- Il 26 giugno 2012 aderisce al gruppo Gheorghe Zoicaș, proveniente dal gruppo dei Non iscritti.
- Il 27 giugno 2012 Cristian Adomniței (Partito Nazionale Liberale) si dimette dopo essere stato eletto presidente del consiglio del distretto di Iași.
- Il 27 giugno 2012 Cornel Pieptea (Partito Nazionale Liberale) si dimette dopo essere stato eletto membro del Consiglio generale del municipio di Bucarest[12].
- Il 6 luglio 2012 aderiscono al gruppo Georgică Dumitru e Dumitru Pardău, provenienti dal gruppo del Partito Democratico Liberale.
- Il 3 settembre 2012 aderisce al gruppo Viorel Balcan, proveniente dal gruppo del Partito Democratico Liberale.
- L'11 settembre 2012 Sergiu Andon (Partito Nazionale Liberale) si dimette dopo la constatazione dell'incompatibilità della posizione di parlamentare e di avvocato difensore in un processo per corruzione[14].
- Il 25 settembre 2012 aderisce al gruppo Doru Brașoan Leșe, proveniente dal gruppo del Partito Democratico Liberale.

Unione Democratica Magiara di Romania
- Il 29 agosto 2011 Mózes Zoltán Pálfi (Unione Democratica Magiara di Romania) muore. Il seggio rimane vacante.
- Il 17 ottobre 2011 Petru Lakatos (Unione Democratica Magiara di Romania) si dimette dopo essere stato nominato consigliere della Corte dei conti[5].

Gruppo parlamentare progressista
- Il 15 gennaio 2009 aderisce al gruppo Gabriel Oprea, proveniente dal gruppo del Partito Social Democratico.
- Il 19 ottobre 2009 aderisce al gruppo Ion Tabugan, proveniente dal gruppo del Partito Nazionale Liberale.
- Il 27 ottobre 2009 aderiscono al gruppo Eugen Nicolicea, proveniente dal gruppo del Partito Social Democratico, e Neculai Rebenciuc, proveniente dal gruppo del Partito Nazionale Liberale.
- Il 2 novembre 2009 aderiscono al gruppo Mircea Irimescu, proveniente dal gruppo del Partito Nazionale Liberale, Vasile Filip Soporan e Gheorghe Zoicaș, provenienti dal gruppo del Partito Social Democratico.
- Il 14 dicembre 2009 aderiscono al gruppo Gabriel Tița-Nicolescu e Răzvan Țurea, provenienti dal gruppo del Partito Social Democratico.
- Il 16 dicembre 2009 aderisce al gruppo Emil Bostan, proveniente dal gruppo del Partito Nazionale Liberale.
- L'11 gennaio 2010 aderisce al gruppo Tudor Ciuhodaru, proveniente dal gruppo del Partito Social Democratico.
- Il 1º febbraio 2010 aderisce al gruppo Valeriu Steriu, proveniente dal gruppo del Partito Social Democratico.
- Il 5 febbraio 2010 aderisce al gruppo Ioan Damian, proveniente dal gruppo del Partito Social Democratico.
- Il 22 febbraio 2010 aderiscono al gruppo Ioan Munteanu e Culiță Tărâță, proveniente dal gruppo del Partito Social Democratico.
- Il 1º marzo 2010 aderisce al gruppo Marian Sârbu, proveniente dal gruppo del Partito Social Democratico.
- Il 17 marzo 2010 aderiscono al gruppo Cătălin Cherecheș e Carmen Ileana Mihălcescu, provenienti dal gruppo del Partito Social Democratico.
- Il 22 marzo 2010 aderisce al gruppo Adrian Mocanu, proveniente dal gruppo del Partito Social Democratico.
- Il 29 marzo 2010 lasciano il gruppo Ioan Damian, che aderisce al gruppo del Partito Social Democratico, e Neculai Rebenciuc, che aderisce al gruppo del Partito Democratico Liberale.
- Il 19 aprile 2010 aderiscono al gruppo Maria Eugenia Barna, Luminița Iordache e Constantin Mazilu, provenienti dal gruppo del Partito Social Democratico. Lascia il gruppo Mircea Irimescu, che aderisce al gruppo dei Non iscritti.
- Il 26 aprile 2010 lascia il gruppo Gheorghe Zoicaș, che aderisce al gruppo dei Non iscritti.
- Il 3 maggio 2010 lascia il gruppo Gabriel Tița-Nicolescu, che aderisce al gruppo dei Non iscritti.
- Il 5 maggio 2010 lascia il gruppo Carmen Ileana Mihălcescu, che aderisce al gruppo del Partito Social Democratico.
- Il 19 maggio 2010 lascia il gruppo Cătălin Cherecheș, che aderisce al gruppo del Partito Nazionale Liberale.
- Il 21 giugno 2010 lascia il gruppo Ioan Munteanu, che aderisce al gruppo dei Non iscritti.
- Il 29 giugno 2010 lascia il gruppo Adrian Mocanu, che aderisce al gruppo del Partito Social Democratico.
- Il 18 ottobre 2010 lascia il gruppo Tudor Ciuhodaru, che aderisce al gruppo dei Non iscritti.
- Il 19 ottobre 2010 aderiscono al gruppo Nicolae Stan e Gabriel Tița-Nicolescu, provenienti dal gruppo dei Non iscritti.
- Il 1º febbraio 2011 aderisce al gruppo Claudiu Țaga, proveniente dal gruppo dei Non iscritti.
- Il 1º marzo 2011 aderisce al gruppo Clement Negruț, proveniente dal gruppo del Partito Democratico Liberale.
- Il 17 maggio 2011 lascia il gruppo Clement Negruț, che aderisce al gruppo del Partito Democratico Liberale.
- Il 20 giugno 2011 aderisce al gruppo Doru Claudian Frunzulică, proveniente dal gruppo del Partito Social Democratico.
- Il 5 settembre 2011 aderisce al gruppo Dan Ilie Morega, proveniente dal gruppo dei Non iscritti.
- Il 14 settembre 2011 lascia il gruppo Nicolae Stan, che aderisce al gruppo del Partito Social Democratico.
- Il 1º ottobre 2011 Doru Claudian Frunzulică (Gruppo parlamentare progressista) si dimette dopo essere stato nominato membro del consiglio della commissione di sorveglianza sulle compagnie assicurative (CSA)[4].
- Il 3 ottobre 2011 aderiscono al gruppo Tudor Ciuhodaru, proveniente dal gruppo del Partito Nazionale Liberale, e Mihail Boldea, proveniente dal gruppo del Partito Democratico Liberale.
- Il 20 dicembre 2011 aderisce al gruppo Aurelia Vasile, proveniente dal gruppo del Partito Social Democratico.
- Il 9 febbraio 2012 lascia il gruppo Dan Ilie Morega, che aderisce al gruppo dei Non iscritti.
- Il 28 febbraio 2012 Vasile Filip Soporan (Gruppo parlamentare progressista) si dimette per motivi personali[8].
- Il 19 marzo 2012 lascia il gruppo Mihail Boldea, che aderisce al gruppo dei Non iscritti.
- Il 23 aprile 2012 lascia il gruppo Gabriel Tița-Nicolescu, che aderisce al gruppo del Partito Democratico Liberale.
- Il 28 giugno 2012 Marian Sârbu (Gruppo parlamentare progressista) si dimette dopo essere stato nominato presidente del consiglio della commissione di sorveglianza sul sistema delle pensioni private (CSSPP)[13].
- Il 5 luglio 2012 Culiță Tărâță (Gruppo parlamentare progressista) si dimette dopo essere stato eletto presidente del consiglio del distretto di Neamț.

Minoranze etniche
- Il 27 gennaio 2011 Liana Dumitrescu (Minoranze etniche) muore. Il seggio rimane vacante.
- Il 1º luglio 2012 Mihai Radan (Minoranze etniche) si dimette dopo essere stato eletto sindaco di Carașova.

Non iscritti
- Il 19 ottobre 2009 aderisce alla componente Dan Bordeianu, proveniente dal gruppo del Partito Nazionale Liberale.
- Il 2 novembre 2009 aderiscono alla componente Marin Bobeș, Cristian Ion Burlacu, Gheorghe Coroamă, Cristina Elena Dobre, Dan Mihai Marian e Dan Păsat, provenienti dal gruppo del Partito Democratico Liberale.
- L'11 gennaio 2010 lasciano la componente Cristian Ion Burlacu e Dan Mihai Marian, che aderiscono al gruppo del Partito Democratico Liberale.
- Il 12 gennaio 2010 lascia la componente Cristina Elena Dobre, che aderisce al gruppo del Partito Democratico Liberale.
- Il 2 febbraio 2010 lascia la componente Gheorghe Coroamă, che aderisce al gruppo del Partito Democratico Liberale.
- L'8 febbraio 2010 lascia la componente Dan Păsat, che aderisce al gruppo del Partito Democratico Liberale.
- Il 16 febbraio 2010 lascia la componente Marin Bobeș, che aderisce al gruppo del Partito Democratico Liberale.
- Il 19 aprile 2010 aderisce alla componente Mircea Irimescu, proveniente dal gruppo parlamentare dei deputati indipendenti.
- Il 26 aprile 2010 aderisce alla componente Gheorghe Zoicaș, proveniente dal gruppo parlamentare dei deputati indipendenti.
- Il 3 maggio 2010 aderisce alla componente Gabriel Tița-Nicolescu, proveniente dal gruppo parlamentare dei deputati indipendenti.
- Il 31 maggio 2010 aderisce alla componente Nicolae Stan, proveniente dal gruppo del Partito Democratico Liberale.
- Il 15 giugno 2010 aderisce alla componente Dan Ilie Morega, proveniente dal gruppo del Partito Nazionale Liberale.
- Il 21 giugno 2010 aderisce alla componente Ioan Munteanu, proveniente dal gruppo parlamentare dei deputati indipendenti.
- L'8 settembre 2010 aderiscono alla componente Călin Potor, proveniente dal gruppo del Partito Democratico Liberale, e Cătălin Cherecheș, proveniente dal gruppo del Partito Nazionale Liberale.
- Il 18 ottobre 2010 aderisce alla componente Tudor Ciuhodaru, proveniente dal gruppo parlamentare dei deputati indipendenti.
- Il 19 ottobre 2010 lasciano la componente Nicolae Stan e Gabriel Tița-Nicolescu, che aderiscono al gruppo parlamentare dei deputati indipendenti.
- Il 7 dicembre 2010 lascia la componente Călin Potor, che aderisce al gruppo del Partito Nazionale Liberale.
- Il 23 dicembre 2010 aderisce alla componente Claudiu Țaga, proveniente dal gruppo del Partito Nazionale Liberale.
- Il 1º febbraio 2011 aderisce alla componente Marian Florian Săniuță, proveniente dal gruppo del Partito Social Democratico. Lasciano la componente Tudor Ciuhodaru, Mircea Irimescu, che aderiscono al gruppo del Partito Nazionale Liberale, e Claudiu Țaga, che aderisce al gruppo parlamentare dei deputati indipendenti.
- Il 4 aprile 2011 lascia la componente Dan Bordeianu, che aderisce al gruppo del Partito Nazionale Liberale.
- Il 24 maggio 2011 aderisce alla componente Mircia Giurgiu, proveniente dal gruppo del Partito Democratico Liberale.
- Il 30 maggio 2011 Cătălin Cherecheș si dimette dopo essere stato eletto sindaco di Baia Mare[3].
- Il 5 settembre 2011 lascia la componente Dan Ilie Morega, che aderisce al gruppo parlamentare progressista.
- Il 28 novembre 2011 aderisce alla componente Florentin Gust Băloșin, proveniente dal gruppo del Partito Nazionale Liberale.
- Il 9 febbraio 2012 aderisce alla componente Dan Ilie Morega, proveniente dal gruppo parlamentare progressista.
- Il 28 febbraio 2012 aderisce alla componente Daniel Vasile Oajdea, proveniente dal gruppo del Partito Democratico Liberale.
- Il 6 marzo 2012 lascia la componente Florentin Gust Băloșin, che aderisce al gruppo del Partito Democratico Liberale.
- Il 13 marzo 2012 aderiscono alla componente Marian Avram, proveniente dal gruppo del Partito Democratico Liberale, e Oana Niculescu-Mizil, proveniente dal gruppo del Partito Social Democratico.
- Il 19 marzo 2012 aderisce alla componente Mihail Boldea, proveniente dal gruppo parlamentare progressista.
- L'8 maggio 2012 aderisce alla componente Gheorghe Roman, proveniente dal gruppo del Partito Democratico Liberale.
- Il 26 giugno 2012 lascia la componente Gheorghe Zoicaș, che aderisce al gruppo del Partito Nazionale Liberale.
- Il 18 luglio 2012 lascia la componente Ioan Munteanu, che aderisce al gruppo del Partito Social Democratico.
- Il 3 settembre 2012 aderisce alla componente Ștefan Daniel Pirpiliu, proveniente dal gruppo del Partito Democratico Liberale.
- Il 10 settembre 2012 aderisce alla componente Silviu Prigoană, proveniente dal gruppo del Partito Democratico Liberale.
- L'11 settembre 2012 lascia la componente Gheorghe Roman, che aderisce al gruppo del Partito Social Democratico.
- Il 25 settembre 2012 aderisce alla componente Monica Iacob-Ridzi, proveniente dal gruppo del Partito Democratico Liberale.
- Il 25 settembre 2012 Mihail Boldea si dimette dopo essere stato sottoposto a misura di custodia cautelare in un'inchiesta per frode[15].
- Il 15 ottobre 2012 aderiscono alla componente Viorel Cărare e Marius Neculai, provenienti dal gruppo del Partito Democratico Liberale.
- Il 9 ottobre 2012 lascia la componente Mircia Giurgiu, che aderisce al gruppo del Partito Social Democratico.
- Il 29 ottobre 2012 aderisce alla componente Marius Cristinel Dugulescu, proveniente dal gruppo del Partito Democratico Liberale.
- Il 30 ottobre 2012 aderisce alla componente Florina Ruxandra Jipa, proveniente dal gruppo del Partito Social Democratico.
- Il 5 novembre 2012 aderisce alla componente Maria Stavrositu, proveniente dal gruppo del Partito Democratico Liberale.